# Ocyptamus
Ocyptamus är ett släkte av tvåvingar. Ocyptamus ingår i familjen blomflugor.

## Bildgalleri

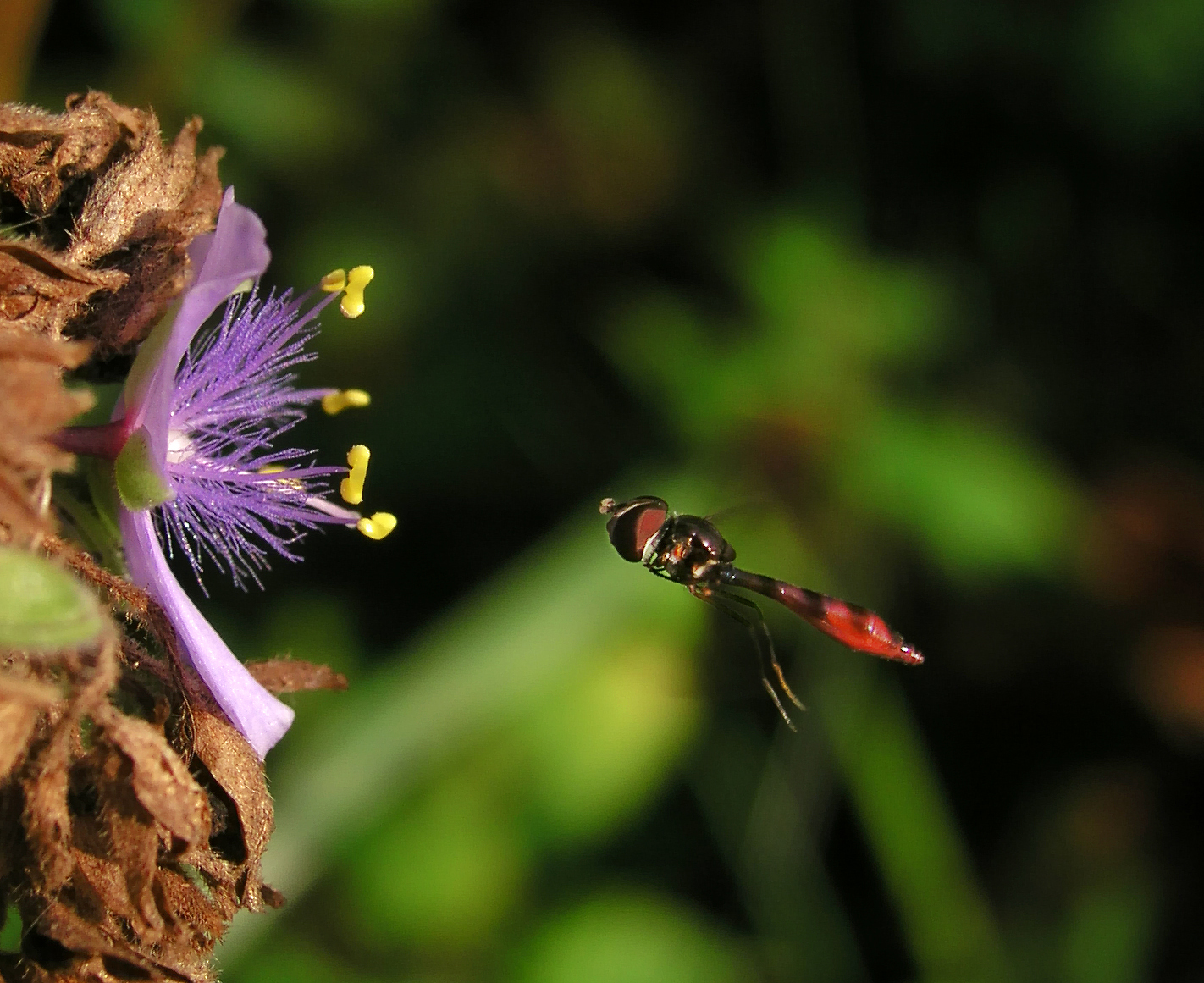
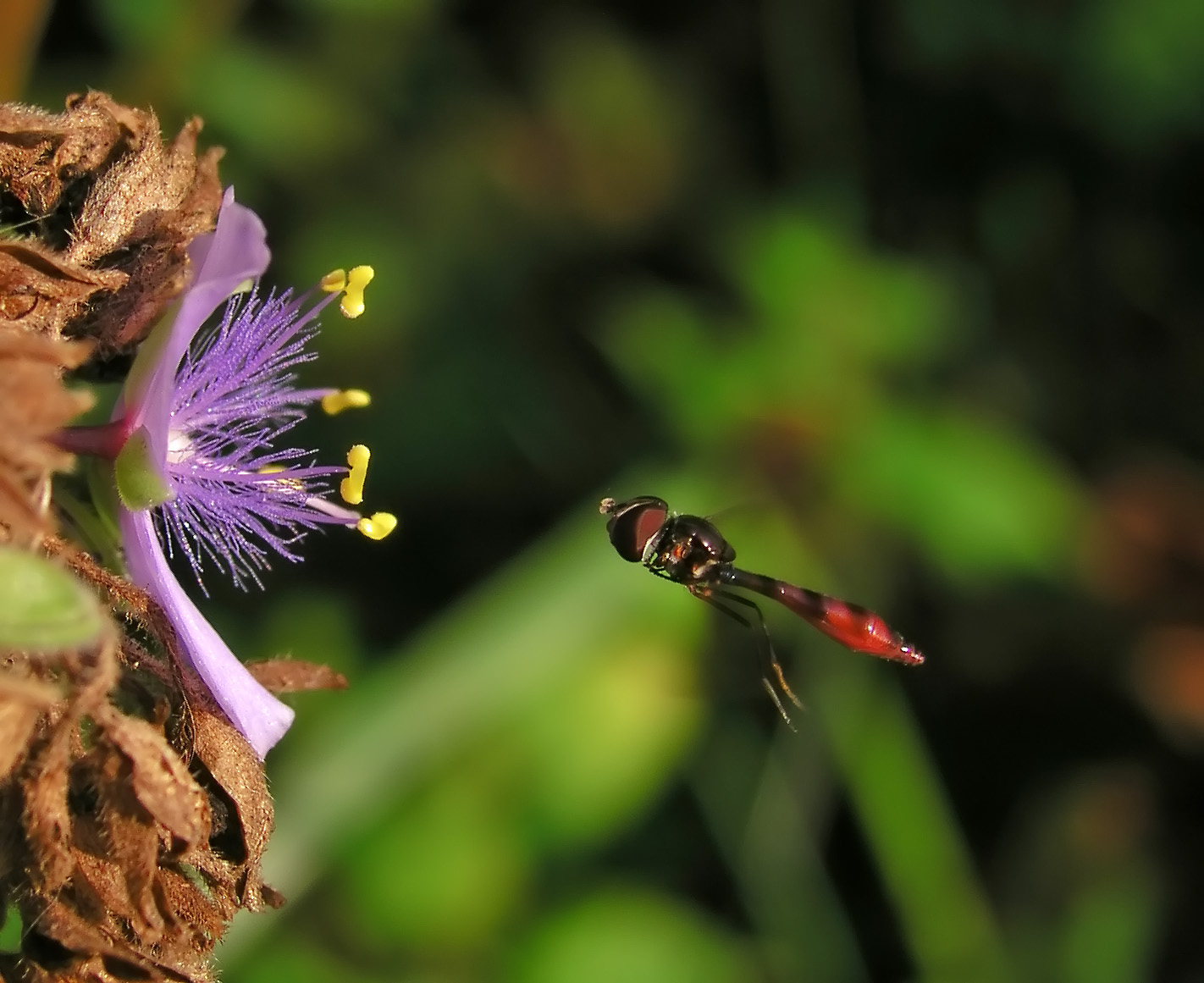
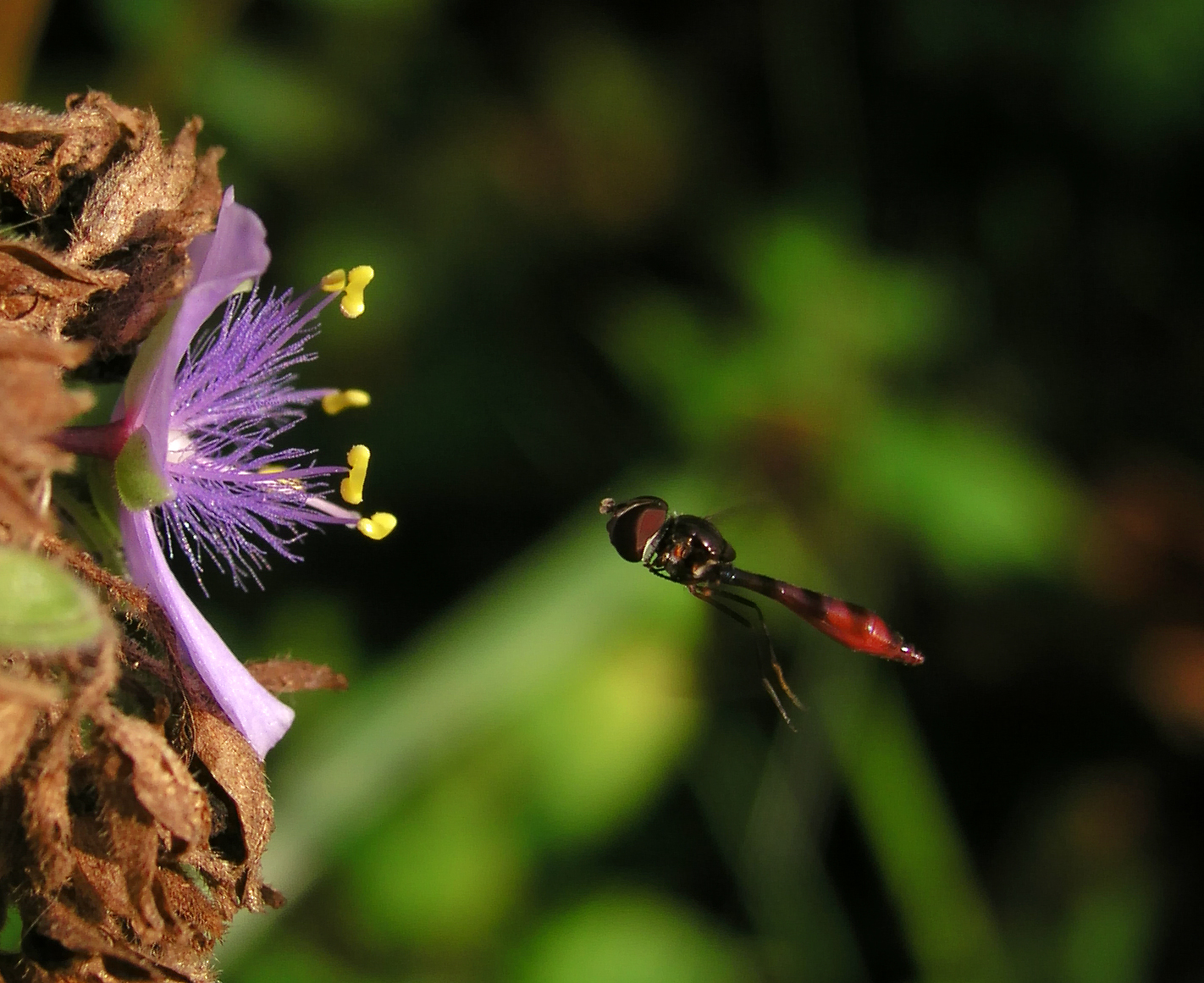

## Dottertaxa tillOcyptamus, i alfabetisk ordning[1]
- Ocyptamus abata
- Ocyptamus ada
- Ocyptamus adspersus
- Ocyptamus aeneus
- Ocyptamus aeolus
- Ocyptamus aequilineatus
- Ocyptamus agilis
- Ocyptamus alicia
- Ocyptamus amabilis
- Ocyptamus amplus
- Ocyptamus anera
- Ocyptamus anona
- Ocyptamus anthinone
- Ocyptamus antiphates
- Ocyptamus arabella
- Ocyptamus arethusa
- Ocyptamus argentinus
- Ocyptamus ariela
- Ocyptamus arx
- Ocyptamus aster
- Ocyptamus attenuatus
- Ocyptamus aurora
- Ocyptamus banksi
- Ocyptamus bassleri
- Ocyptamus beatricea
- Ocyptamus bivittatus
- Ocyptamus bonariensis
- Ocyptamus braziliensis
- Ocyptamus brevipennis
- Ocyptamus bromleyi
- Ocyptamus caldus
- Ocyptamus calla
- Ocyptamus callidus
- Ocyptamus capitatus
- Ocyptamus cecrops
- Ocyptamus cereberus
- Ocyptamus chapadensis
- Ocyptamus clarapex
- Ocyptamus cobboldia
- Ocyptamus coeruleus
- Ocyptamus colombianus
- Ocyptamus concinnus
- Ocyptamus confusus
- Ocyptamus conjunctus
- Ocyptamus cora
- Ocyptamus cordelia
- Ocyptamus coreopsis
- Ocyptamus costatus
- Ocyptamus crassus
- Ocyptamus crocatus
- Ocyptamus croceus
- Ocyptamus crypticus
- Ocyptamus cubanus
- Ocyptamus cubensis
- Ocyptamus cultratus
- Ocyptamus cultrinus
- Ocyptamus cybele
- Ocyptamus cyclops
- Ocyptamus cylindricus
- Ocyptamus cymbellina
- Ocyptamus debasa
- Ocyptamus deceptor
- Ocyptamus decipiens
- Ocyptamus delicatissimus
- Ocyptamus delimbata
- Ocyptamus diffusus
- Ocyptamus dimidiatus
- Ocyptamus diversifasciatus
- Ocyptamus diversus
- Ocyptamus dolorosus
- Ocyptamus dracula
- Ocyptamus druida
- Ocyptamus dryope
- Ocyptamus duida
- Ocyptamus eblis
- Ocyptamus elegans
- Ocyptamus elnora
- Ocyptamus erebus
- Ocyptamus erraticus
- Ocyptamus eruptova
- Ocyptamus exiguus
- Ocyptamus fasciatus
- Ocyptamus fascipennis
- Ocyptamus ferrugineus
- Ocyptamus fervidus
- Ocyptamus fiametta
- Ocyptamus filii
- Ocyptamus filiola
- Ocyptamus filissimus
- Ocyptamus flavens
- Ocyptamus flavigaster
- Ocyptamus flavipennis
- Ocyptamus flukiella
- Ocyptamus fraternus
- Ocyptamus funebris
- Ocyptamus fuscicolor
- Ocyptamus fuscicosta
- Ocyptamus fuscipennis
- Ocyptamus gastrostactus
- Ocyptamus geijskesi
- Ocyptamus giganteus
- Ocyptamus gilvus
- Ocyptamus globiceps
- Ocyptamus golbachi
- Ocyptamus gratus
- Ocyptamus halcyone
- Ocyptamus harlequinus
- Ocyptamus hiantha
- Ocyptamus hippolyte
- Ocyptamus hirtus
- Ocyptamus hirundella
- Ocyptamus hyacinthia
- Ocyptamus hyalipennis
- Ocyptamus ida
- Ocyptamus idanus
- Ocyptamus immaculatus
- Ocyptamus inca
- Ocyptamus infanta
- Ocyptamus infuscatus
- Ocyptamus inornatus
- Ocyptamus io
- Ocyptamus iona
- Ocyptamus iris
- Ocyptamus isthmus
- Ocyptamus jactator
- Ocyptamus johnsoni
- Ocyptamus lanei
- Ocyptamus laticauda
- Ocyptamus lativentris
- Ocyptamus laudabilis
- Ocyptamus lautus
- Ocyptamus lemur
- Ocyptamus lepidus
- Ocyptamus leucopodus
- Ocyptamus levissimus
- Ocyptamus limbus
- Ocyptamus limpidapex
- Ocyptamus lineatus
- Ocyptamus lividus
- Ocyptamus lucretia
- Ocyptamus luctuosus
- Ocyptamus lugubris
- Ocyptamus macer
- Ocyptamus macropyga
- Ocyptamus mara
- Ocyptamus martorelli
- Ocyptamus medina
- Ocyptamus melanorrhinus
- Ocyptamus mentor
- Ocyptamus meridionalis
- Ocyptamus mexicanus
- Ocyptamus micropelecinus
- Ocyptamus micropyga
- Ocyptamus mima
- Ocyptamus minimus
- Ocyptamus murinus
- Ocyptamus myrtella
- Ocyptamus nasutus
- Ocyptamus nectarinus
- Ocyptamus neoparvicornis
- Ocyptamus neptunus
- Ocyptamus nerissa
- Ocyptamus nero
- Ocyptamus neuralis
- Ocyptamus nigrocilia
- Ocyptamus niobe
- Ocyptamus nitidulus
- Ocyptamus nodosus
- Ocyptamus nora
- Ocyptamus norina
- Ocyptamus notatus
- Ocyptamus nymphaea
- Ocyptamus obliquus
- Ocyptamus oblongus
- Ocyptamus obsoletus
- Ocyptamus octomaculatus
- Ocyptamus oenone
- Ocyptamus opacus
- Ocyptamus oriel
- Ocyptamus ornatipes
- Ocyptamus oviphorus
- Ocyptamus ovipositorius
- Ocyptamus panamensis
- Ocyptamus pandora
- Ocyptamus papilionarius
- Ocyptamus para
- Ocyptamus parvicornis
- Ocyptamus pennatus
- Ocyptamus peri
- Ocyptamus periscilla
- Ocyptamus persimilis
- Ocyptamus peruvianus
- Ocyptamus phaeopterus
- Ocyptamus philippianus
- Ocyptamus philodice
- Ocyptamus pilipes
- Ocyptamus placivus
- Ocyptamus plutonia
- Ocyptamus pola
- Ocyptamus potentila
- Ocyptamus prenes
- Ocyptamus princeps
- Ocyptamus priscilla
- Ocyptamus provocans
- Ocyptamus prudens
- Ocyptamus pteronis
- Ocyptamus pullus
- Ocyptamus pumilus
- Ocyptamus punctifrons
- Ocyptamus pyxia
- Ocyptamus quadrilineatus
- Ocyptamus rubricosus
- Ocyptamus rugosifrons
- Ocyptamus ryl
- Ocyptamus saffrona
- Ocyptamus sagittiferus
- Ocyptamus salpa
- Ocyptamus sappho
- Ocyptamus sargoides
- Ocyptamus sativus
- Ocyptamus satyrus
- Ocyptamus schoenemanni
- Ocyptamus schwarzi
- Ocyptamus scintillans
- Ocyptamus selene
- Ocyptamus sericeus
- Ocyptamus shropshirei
- Ocyptamus signiferus
- Ocyptamus silaceus
- Ocyptamus simulatus
- Ocyptamus smarti
- Ocyptamus spatulatus
- Ocyptamus stenogaster
- Ocyptamus stipa
- Ocyptamus stolo
- Ocyptamus striatus
- Ocyptamus subchalybeus
- Ocyptamus summus
- Ocyptamus superbus
- Ocyptamus susio
- Ocyptamus tarsalis
- Ocyptamus telescopicus
- Ocyptamus tenuis
- Ocyptamus thecla
- Ocyptamus tiarella
- Ocyptamus titania
- Ocyptamus trabis
- Ocyptamus transatlanticus
- Ocyptamus tribinicincta
- Ocyptamus trilobus
- Ocyptamus trinidadensis
- Ocyptamus tristani
- Ocyptamus tristis
- Ocyptamus urania
- Ocyptamus vanda
- Ocyptamus vanessa
- Ocyptamus variegatus
- Ocyptamus vera
- Ocyptamus verona
- Ocyptamus victoria
- Ocyptamus wiedemanni
- Ocyptamus vierecki
- Ocyptamus wilhelmina
- Ocyptamus willistoni
- Ocyptamus virga
- Ocyptamus virgilio
- Ocyptamus vittiger
- Ocyptamus volcanus
- Ocyptamus wulpianus
- Ocyptamus xanthopterus
- Ocyptamus xantippe
- Ocyptamus zenia
- Ocyptamus zenilla
- Ocyptamus zenillia
- Ocyptamus zephyreus
- Ocyptamus zerene
- Ocyptamus zeteki
- Ocyptamus zilla
- Ocyptamus zita
- Ocyptamus zobeide
- Ocyptamus zoroaster